# Université de Tours
A Université de Tours, anteriormente Université François Rabelais, é uma universidade pública em Tours, França. Fundada em 1969, a universidade foi anteriormente nomeada em homenagem ao escritor francês François Rabelais. É a maior universidade da região do Vale do Loire. Em julho de 2015, é membro da associação universitária regional da Universidade consolidada Leonardo da Vinci.

## Famosos graduados
- Eduardo Diatahy Bezerra de Menezes, um professor, escritor e sociólogo brasileiro